# Rádio Universidade de Coimbra
A Rádio Universidade de Coimbra (RUC) é uma secção cultural da Associação Académica de Coimbra (AAC) da Universidade de Coimbra.
Enquanto escola de rádio, organiza anualmente cursos de técnica de radiodifusão, jornalismo (informação), realização e locução. A RUC é ainda uma rádio local de Coimbra com emissão na frequência de 107.9 FM e via internet.
A RUC é um órgão de comunicação social diferenciado dos restantes do país pelo seu papel formativo e formato não convencional. Emite 24 horas por dia e apresenta uma grelha de programação composta inteiramente por programas de autor nos quais os locutores possuem liberdade criativa para a escolha do conteúdo da emissão. O seu serviço informativo destaca notícias da academia, ensino superior, cidade de Coimbra e região envolvente. A RUC transmite regularmente assembleias magnas da Associação Académica de Coimbra, votações para os seus corpos gerente e momentos de festas académicas dos estudantes da Universidade de Coimbra tais como as serenatas, cortejos da Queima das Fitas e Latada e as Noites do Parque. Os relatos dos jogos da Académica são feitos pelos repórteres e locutores da RUC e são sempre transmitidos em 107.9 FM.
Os estúdios e serviços administrativos localizam-se no edifício da Associação Académica de Coimbra, junto à Praça da República.

## História
As suas origens remontam à década de 40, altura em que, sob o nome de Centro Experimental de Rádio (CER), iniciou a formação de locutores e técnicos. A difusão era feita em circuito interno nas cantinas universitárias, sendo também ouvida na cidade. Mais tarde, foi-lhe concedido espaço de antena na RDP Emissora Nacional. A 14 de Novembro de 1983 foi formalizado um Pedido de Licenciamento de uma Estação Emissora, que culminou com a criação oficial da Rádio Universidade de Coimbra a 1 de Março de 1986 e a atribuição de alvará em Setembro de 1988.
Alguns dos seus colaboradores passados são Sansão Coelho, Braga da Cruz, Rui Avelar, João Moreira Pires, João Elvas, João Cunha, José Braga, José Manuel Portugal, José Carlos Pinho, Edgar Canelas, Ana Drago, Domingos Costa e Rui Portulez.

## Programação
Fruto da liberdade criativa dada aos seus realizadores, a programação da RUC assume-se como variada e eclética, focando áreas temáticas como a pop, o rock, a música electrónica, música de dança, dubstep, jazz, música clássica, bandas sonoras, versões, música portuguesa, música japonesa, música canadiana, chiptunes, hip hop, música do mundo, blues, rockabilly, chanson française, música gótica, punk, krautrock, improvisações, metal, música drone, música medieval, matemática, literatura, cinema, ecologia e ciência, entre outras. Os locutores inventam os nomes dos próprios programas.